# Dialecte de Yerevan

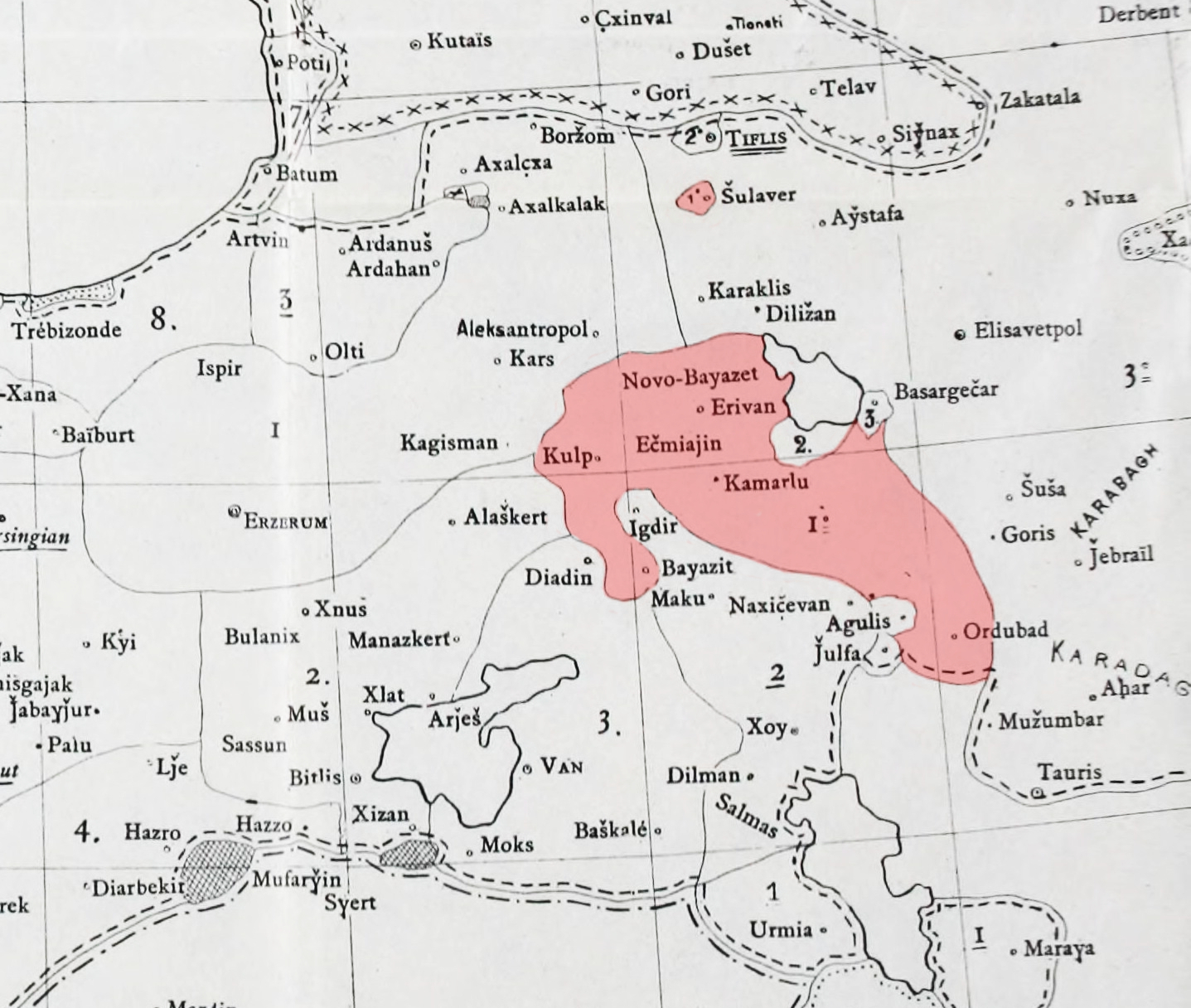
La difusió del dialecte de Erevan d'acord amb Classificació dels dialectes armenis de Hratxià Atxarian, 1909

El dialecte de Yerevan (Երևանի բարբառ: Yerevani barbař) és un dialecte de l'armeni oriental parlat a la capital de l'República d'Armènia, Yerevan. El seu volcabulari està compost en gran part pels mots de l'armeni clàssic o grabar. A través de la història el dialecte ha estat influït per diverses llengües, especialment pel rus, el persa i hi roman una presència important de manlleus avui en dia.
Històricament, se'l coneixia com a dialecte d'Ararat (Արարատյան բարբառ), en referència a la Plana de l'Ararat on es parla principalment. Al segle xix es va fer esforços per crear una llengua armènia adient per a la literatura nacional. El 1841, el prominent escriptor armeni Khatxatur Abovian va completar la seva novel·la Ferides d'Armènia, escrita al dialecte de Yerevan. La importància del dialecte va créixer el 1918, quan Yerevan va convertir-se en la capital de la República d'Armènia (1918-1920). Durant el període soviètic, entre 1920 i 1991, l'armeni oriental i el dialecte de Yerevan van ser influïts de forma important per la llengua predominant i al final de la dècada de 1980 la russificació es va considerar perjudicial per al futur de l'armeni en general.
Avui en dia, el dialecte de Yerevan, que és la base de l'armeni col·loquial, és parlat per almenys 1 milió de persones que viuen a la capital. Addicionalment, pràcticament tots els dialectes que es parlen a la República d'Armènia, la República de l'Alt Karabagh i la regió de Samtskhe-Javakheti de Geòrgia estan influïts pel dialecte de Yerevan a través del sistema educatiu. La major part dels emmigrants armenis recents, que se n'han anat a països estrangers a partir de finals de la dècada de 1980, parlen aquest dialecte.

## Història

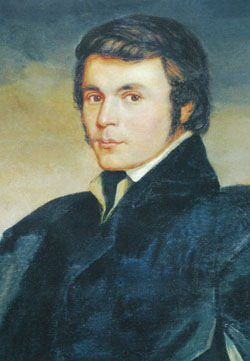
Khatxatur Abovian és el fundador del llenguatge literari modern de l'armeni oriental

La primera obra escrita en el dialecte de Yerevan és del segle xiii i el seu autor és Vardan Bardzaberdtsi: "Ամենու սիրտն հետ քեզ լաւ են, եւ քեզ աղօթք են առնում." El comerciant del segle xvii de Nakhtxivan, Zak'aria Aguletsi (aproximadament 1630-1691), que portava un diari, també escrivia en el dialecte 

an, tot i que amb alguna influència d'altres dialects. Una de les primeres fons del dialecte d'Ararat va ser Արհեստ համարողության (Arhest hamaroghutyan, L'art de l'aritmètica), publicat a Marsella el 1675 i Պարզաբանություն (Parzabanut'yun, Simplificació) publicat a Venècia el 1687.
El dialecte històric parlat a Erevan s'anomenava generalment araratià, perquè Erevan està localitzada a la Plana de l'Ararat. El dialecte d'Ararat estava molt difós, amb un vocabulari ric i una pronunciació semblant a l'armeni clàssic. Aquests factors li van donar al dialecte de la futura capital armènia un estatus especial. S'usava com a base de la llengua literària de l'armeni oriental. D'acord amb el professor Jahukyan, el dialecte d'Ararat havia assolit una posició dominant a causa de raons geogràfiques, històriques i lingüístiques i es feia servir per a la comunicació entre parlants de diferents dialectes armenis.
Khatxatur Abovian, considerat com el fundador de la moderna llengua literària armènia oriental, escrivia en el dialecte de l'Ararat, ja que havia nascut a Kanaker, un poble a prop de Yerevan en aquell moment (de la qual avui en dia ja n'és un districte). La famosa novel·la d'Abovian de 1841 Ferides d'Armènia fou la primera obra reconeguda en armeni oriental modern. El dialecte araratià rebé posteriorment la contribució de Mesrop Taghiadian (1803-1858), i els exalumnes de l'Institut Lazarev de Llengües Orientals, l'Escola Nersisian i de moltes d'escoles de Shushi, incloent-hi a Gevorg Akhverdian (1818-1861), Kerovbe (1833-1889) i Raphael Patkanian (1830-1892), però es reconeix àmplicament que es perfeccionà per Khatxatur Abovian.

### Àrea on es parla
D'acord amb el prominent lingüista armeni Hratxià Atxarian en la seva obra (en francès) Classification des dialectes arméniens, a principis del segle xx el dialecte de Yerevan es parlava principalment a les localitats d'Erevan, Nork, Kanaker, Edjmiatsin, Oixakan i Ashtarak.
Atxarian destaca el fet que el dialecte també es parlava al districte georgià d'Havlabar (dins la zona de Tbilisi) i a la ciutat iraniana de Tabriz.
D'acord amb el professor Laribyan, el dialecte també es parla als districtes de Vaiots Dzor, Nor Bayazet, Lorí i Spitak i anteriorment a Surmalu i Kaghzvan. El professor Haykanush Mersopyan de l'Institut Estatal Armeni de Lingüística assevera que la província de Lorí és la regió més gran on es parla aquest dialecte. S'ha de mencionar també que el dialecte d'Ararat no era ni és homogeni però es divideix en canvi en subdialectes que es poden distingir localment dins de la seua àrea dialectal. Dins de l'araratià el subdialecte de Yerevan es parlava principalment en els districtes i poblacions de Kanaker, Arindj, Djrvzeh, Nork i Kond. El districte de Nork de Yerevan, que era una vila separada fins a la dècada de 1920, era considerat el bressol d'aquest dialecte.
El dialecte ha estat relativament estable a través de la història, tot i que tingué alguna influència a Lorí (de Karabagh i Tiflis) i Gavar (de Muix). La variant de Bayazet es considera generalment un subdialecte, tot i que alguns lingüistes argumenten que antany fou un dialecte diferent.

## Modernament
Avui en dia el dialecte de Yerevan és la base predominant de l'estàndard parlat de l'armeni oriental. És més que res un sociolecte, ja que ha perdut els límits geogràfics previs i s'ha «ajustat» als estandards de l'armeni oriental. El dialecte té avui en dia diferències precises respecte al dialecte original. En particular, ha estat «netejat» de fomes dialectals pròpries i d'alguns manlleus del persa, de l'àrab, del turc i també de la llengua russa.
A Erevan, la llengua parlada és més que res anomenada argot (ժարգոն, del francès) o rabiz (ռաբիզ) pels locals.
La dominació russa de gairebé 160 anys de la Governació de Yerevan a l'Armènia oriental (1828-1917), i la República Socialista Soviètica d'Armènia (1920-1991) va deixar la seva influència a la llengua col·loquial armènia. En el quotidià, hom empra força manlleus del rus, del persa, del turc, de l'àrab i d'altres llengües de contacte. Durant l'era soviètica, les autoritats dependents de Moscou van encoratjar a l'elit soviètica armènia a «alliberar l'armeni d'influències àrabs, turques i perses». Al final del període soviètic, el rus s'hi esdevingué molt «difós i es formaven derivats del rus usant afixos nadius», mentre que aquesta llengua servia com a medi a través del qual hi entraven termes europeus a l'armeni.
D'acord amb Razmik Markossian, el dialecte d'Ararat era parlat el 1989 a 162 poblacions i 5 ciutats amb un total de 275.000 parlants fora de Yerevan.
Hi ha una tendència del dialecte a guanyar cada cop més importància dins del país sencer. Generalment, els canals de la televisió armènia usen el dialecte de Yerevan en comptes de l'armeni estàndard, especialment en els seus programes d'entreteniment, la qual cosa fa que els lingüistes els critiquen.
A Erevan el dialecte local es veu com a superior comparativament als dialectes provincials. Tot i que els mots provincials s'acostin més a l'estàndard de l'armeni oriental, són considerats «populars».

## Característiques dialectals
La taula dessota presenta la pronunciació dels mots com «aquesta maneres», «aquella manera», «una altra manera» en armeni oriental, dialecte de Yerevan i dialecte de Karin parlat a Gyumri la segona ciutat més gran d'Armènia, respectivament.
| Dialecte                   | aquesta manera | aquella manera | una altra manera |
| -------------------------- | -------------- | -------------- | ---------------- |
| Armeni oriental estàndard  | այսպես ayspes  | այդպես aydpes  | այնպես aynpes    |
| Dialecte de Yerevan        | ըսենց əsents   | ըտենց ətents   | ընենց ənents     |
| Dialecte de Karin (Gyumri) | ըսպես əspes    | ըդպես ədpes    | ընպես ənpes      |

### Conversió d''e' a 'a', 'txe' a 'txi'
| La paraula 'és' a l'armeni estàndard és 'է' ɛ, però al dialecte de Yerevan es pronuncia 'ա' ɑ. «Aquesta casa és gran» Estàndard: Այս տունը մեծ է ays tunə mets e Erevan: Էս տունը մեծ ա es tunə mets a | La paraula «no és» també és diferent de l'armeni estàndard. L'estàndard 'չէ' tʃʰɛ es pronuncia 'չի' tʃʰi. «Aquesta casa no és gran» Estàndard: Այս տունը մեծ չէ ays tunə mets če Erevan: Էս տունը մեծ չի es tunə mets či |

### Fonètica
La pronunciació del dialecte de Yerevan és semblant a la del armeni clàssic. Té tres graus de consonants:
| բ b  | — | պ p  | — | փ pʰ  |
| դ d  | — | տ t  | — | թ tʰ  |
| գ ɡ  | — | կ k  | — | ք kʰ  |
| ձ dz | — | ծ ts | — | ց tsʰ |
| ջ dʒ | — | ճ tʃ | — | չ tʃʰ |

## Lèxic

### Influència estrangera
Del rus
Des de 1828, quan Erevan va ser capturada per les forces russes, la llur llengua començà a difondre's i l'armeni oriental col·loquial se n'ha deixat influir. Avui en dia, «algunes paraules armènies no se senten mai a l'armeni parlat, i s'usa en canvi l'equivalent en rus.» Els mots russos manllevats es pronuncien sovint tal com es fa al rus, però amb l'accent a l'última síl·laba com es fa a l'armeni.
Entre les paraules manllevades més comunes hi ha les següents:
- sok (сок) es fa servir més sovint per a «suc» que l'armeni hyut'  (հյութ)[30]
- apel'sin (апельсин) es fa servir més que l'armeni narinj (նարինջ) per a «taronja»[31]
- piva (пиво) es fa servir més que l'armeni garejur (գարեջուր) per a «cervesa»[30]
- marshutka (մարշուտկա) 'minibús' de marshrutka (маршрутка)[32]
- svetafor (светофор) per a «semàfor»[33]
- salfetka «mocador» de 'салфетка'[34]
- klubnika (клубника) «maduixa», tot i que en anys recents es fa servir més sovint el mot yelak (ելակ)[35]
- galuboy (голубой) per a «alegre», de la paraula rusa que significa originalment «cel blau»[27]
- bomzh (Без Определённого Места Жительства, БОМЖ) per a «indigent»
- dzivan (диван) per a «sofà»
- ment (мент) terme pejoratiu per a «agent de policia»

- chay (чай) per «té»
- plan (план) per a «marihuana»
- stalovi (столовая) per a «menjador»
- vabshe (вообще) per a «generalment»
- vilka (вилка) per a «forquilla», usat en conjunt am l'armeni patarak'agh (պատառաքաղ) i el persa čangāl (چنگال)

Del persa
Durant força segles el territori actual de la República d'Armènia formà part de l'imperi persa. Des del segle xviii fins a 1828, el Kanat de Yerevan ocupava la ciutat de Yerevan i les àrees que l'envolten. Com a resultat del llarg control persa, avui en dia moltes de paraules perses encara tenen una presència considerable tant dins de la llengua literària com dins de la col·loquial.
- բարակ barak (estret, prim) de باریک barik'
- խիյար khiyar (cugombre) de خیار khiar
- շիշ šiš (ampolla) de شیشه 	šišeh (glass)
- չաղ čağ (gras) de چاق čağ
- քյաչալ k'yačal (calb) de کچل k'ačal
- հայաթ hayat'  (iarda) de حیاط hayat'
- դորդջար dordjar (Tracció a les quatre rodes) de dhord jar (quatre dos al backgammon)[32]
- քուչա k'ucha (iarda) de كوچه kucheh (carrer)

Altres llengües tenen també una certa influència a l'armeni parlat. A sota es poden trobar-ne algunes paraules estrangeres usades a Erevan.
| Paraula           | Significat           | Paraula original  | Significat             | Llengua      | |
| ----------------- | -------------------- | ----------------- | ---------------------- | ------------ | --- |
| արաղ arağ         | vodka                | عرق ʿáraq         | transpiració           | Àrab         | també es fa servir sovint la paraula «vodka»                                                                  |
| բոզ boz           | prostituta           | ბოზი bozi         | prostituta             | Georgià      | vegeu Profanitat armènia                                                                                      |
| զիբիլ zibil       | escombraries         | zibl              | fems, residus          | Àrab         | també usat al persa i àzeri                                                                                   |
| ղզիկ ğzik         | noi efeminat, covard | qız [ɡɯz]         | noia                   | Àzeri        | |
| մերսի mersi       | gràcies              | merci mɛʁ.si      | gràcies                | Francès      | portat a Armènia pels repatriats el 1946                                                                      |
| միտինգ mitsinɡ    | manifestació         | manifestació      | una reunió de persones | Anglès       | del rus Митинг                                                                                                |
| չենջ tʃʰɛndʒ      | oficina d'intercanvi | canvi             | transformar            | Anglès       | usat des de la dècada de 1990, quan van aparèixer les primeres oficines d'intercanvi a la ciutat              |
| ջեբ ĵeb           | butxaca              | جيب jayb          | butxaca                | Àrab         | molt comú a la regió, també usat a l'albanès, àzeri, búlgar, georgià, grec, hongarès, serbocroat, persa, turc |
| սաղ sağ           | tot, sencer          | sağ               | dret (direcció),       | turc o àzeri | |
| քեշ փող kʰɛʃ pʰɔʁ | diners en efectiu    | diners en efectiu | forma física del diner | Anglès       | usat des de la dècada de 2000                                                                                 |

## Parlants famosos
Armenis famosos el qual dialecte era el de Yerevan: 
- Khatxatur Abovian (1809–1848), escriptor
- Pertch Proshian (1837–1907), escriptor
- Gevorg Emin (1918–1998), escriptor
- Silva Kaputikyan (1919–2006), escriptora i activista
- Paruyr Sevak (1924–1971), escriptor
- Vardges Petrosyan (1932–1994), escriptor
- Karen Demirchyan (1932–1999), líder comunista armeni actiu entre 1974 i 1988, polític de l'oposició entre 1998 i 1999
- Armen Dzhigarkhanyan (n. 1935), actor
- Ruben Hakhverdyan (n. 1950), cantant-cantautor
- Vazguèn Sargsian (1959–1999), comandant militar, ministre de Defensa, Primer Ministre d'Armènia
- Vardan Petrosyan (n. 1959), actor, usava sovint l'armeni col·loquial en les seves actuacions
- Vahram Sahakian (n. 1964), dramaturg
- Garik Martirosyan (n. 1974), comediant resident a Moscou
- Hayko Mko (n. 1976), comediant famós per usar l'armeni col·loquial en la seva sèrie popular de TV
- Arthur Abraham (n. 1980), boxejador professional, campió de pesos mitjans IBF de 2005 a 2009
- Armenchik (n. 1980), cantant resident a Los Angeles
- Levon Aronian (n. 1982), jugador d'escacs, ha arribat a ser el tercer millor jugador mundial
- Misho (n. 1984), cantant de rap, fa servir el dialecte de Yerevan amb argot i mots armenis grollers
- HT Hayko (n. 1985), cantant de rap, usa un armeni col·loquial molt influït pel rus a les seves cançons
- Sirusho (n. 1987), cantant armènia
- Henrikh Mkhitarian (n. 1989), jugador de futbol

## Cultura popular
| Pel·lícules - La noia de la vall d'Ararat (1949) - Arajin siro yerge (1958) - Inchu e aghmkum gete (1959) - Els homes (1973) - Una esposa del nord (1975) - La mecànica de la felicitat (1982) - El nostre jardí (1996) - Yerevan Jan (2003) - Arahet (2005) - Taxi Eli Lav A (2009) | Actuacions - Taxi-Taxi (1985) - Mea culpa (2002) per Vahram Sahakian Programes/sèries de TV - Kargin Haghordum (2002–2009) - Kargin Serial (2010–2013) - ArmComedy (des de 2012) |